# Mequitta Ahuja
Mequitta Ahuja (nascida em 1976) é uma pintora feminista americana contemporânea de ascendência afro-americana e sul-asiática que vive em Baltimore, Maryland. Ahuja cria obras de autorretrato que combinam temas de mitos e lendas com identidade pessoal.

## Vida pregressa
Mequitta Ahuja nasceu em Grand Rapids, Michigan, filha de pai indiano e mãe afro-americana, vindos de Nova Delhi e Cincinnati, respectivamente. Ahuja cresceu em uma comunidade predominantemente branca em Connecticut e teve pouco contato com as comunidades e a cultura afro-americana. Sua criação neste ambiente é um assunto comum em seu trabalho.

## Carreira e Obras
Ahuja discutiu suas pinturas como sendo feministas, referindo-se à presença feminina assertiva e autossuficiente predominante em seu trabalho, e frequentemente se volta para suas raízes afro-americanas e do sul da Ásia em sua consideração de questões de identidade. Ela afirma que, por meio de sua arte, “sinto que posso me relacionar com esses grupos em meus próprios termos”. Em 2007, Ahuja foi incluída na exposição Global Feminisms no Brooklyn Museum of Art, e em 2009 sua pintura “Dream Region”, refletindo suas várias identidades, foi apresentada como capa do livro War Baby/Love Child: Arte americana asiática de raça mista.

Ahuja costuma pintar sobre seu próprio trabalho, considerando as pinturas fracassadas como uma oportunidade, que “permite o tipo de coisa que você não pode planejar”. Ahuja também se interessa pelo processo, construindo superfícies pintando, estampando para criar uma superfície complexa. “Estou pensando no chão como um espaço cultural. Em vez de começar com a página simples, estou começando com essa camada de cultura para que, ao construir minhas imagens, seja realmente uma luta entre a figura e o fundo. No final, existe esse elemento integrado e costurado entre eles… Estou interessado em misturar essas tradições: plasticidade do espaço, mas também algum espaço em perspectiva e profundidade na superfície. Acho que é onde estamos na pintura. Acho que nós, como artistas, agora temos liberdade para pegar o que quisermos da história.”

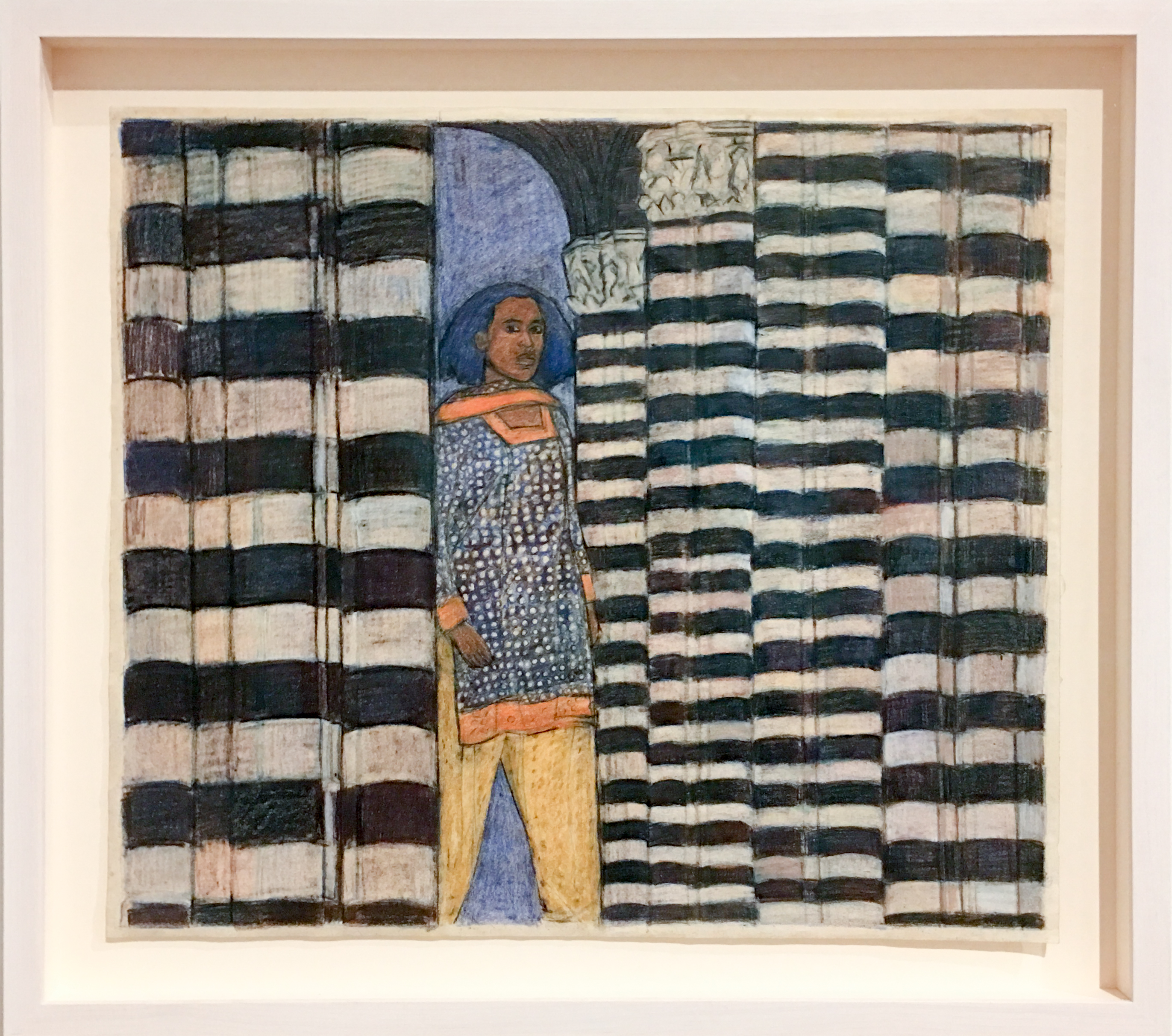
Lápis de cor sobre papel.

Em 2008, Ahuja criou Tress IV, visando converter a imagem do cabelo afro-americano em um “espaço de infinitas possibilidades criativas ou generativas”. Ahuja acredita que o cabelo afro-americano costuma estar carregado de “história pessoal e cultural”. Ao exagerar a imagem do cabelo afro-americano, mostra o valor que o cabelo tem na vida dos negros e como eles estão em constante evolução no padrão de beleza, passando de uma ideia de beleza mais eurocêntrica para afrocêntrica. Suas duas preocupações centrais durante esse período foram “autoinvenção e autorrepresentação”.
O trabalho de Ahuja foi exibido nos Estados Unidos, bem como em Paris, Bruxelas, Berlim, Índia, Dubai e Milão. Em 2010, Ahuja foi descrita como uma “Artista para Assistir” na edição de fevereiro da ARTnews e, ao longo dos anos, recebeu vários prêmios por sua arte, incluindo o Tiffany Foundation Award em 2011 e um Joan Mitchell Grant de 2009. Em 2018, ela recebeu uma bolsa Guggenheim da John Simon Guggenheim Memorial Foundation, que tem ajudado artistas selecionados a expandir sua prática por quase um século.

## Exposições
No início de sua carreira, a exposição de Ahuja, Myth and Memory: Dancing on the Hide of Shere Khan, foi apresentada no MCA Chicago's UBS 12X12: New Artists/New Work, em novembro de 2005. Como na maioria de seu trabalho, a exposição tratou da identidade humana, informada por sua própria experiência como mulher multirracial.
Após a exibição de Automythography I, Ahuja trouxe um show que ela chamou de Automythography II para Arthouse no The Jones Center em Austin, TX. O show durou de 24 de outubro de 2009 a 2 de janeiro de 2010. Não muito tempo depois, Ajuha ganhou representação na Europa na Galerie Nathalie Obadia, em Paris, França, com uma mostra que começou em abril de 2010. Mais tarde em 2010, Ahuja foi artista residente no The Studio Museu no Harlem, localizado na cidade de Nova York. A residência culminou com a exposição Usable Pasts, que decorreu de julho a outubro. O autorretrato mítico de Ahuja, Generator, foi apresentado. Nele Ahuja aparece como uma deusa em vestes rosa.

## Coleções selecionadas
- Instituto de Arte de Minneapolis, Minneapolis, MN